# İlhan Sancaktar
İlhan Sancaktar (* 16. September 1969 in Istanbul, Türkei) ist ein ehemaliger türkischer Fußballspieler. Durch seine achtjährige Tätigkeit für Kayserispor wird er mit diesem Verein assoziiert.

## Spielerkarriere

### Verein
İlhan Sancaktar begann mit dem Vereinsfußball in der Jugendabteilung des Istanbuler Vereins Gaziosmanpaşaspor. 1989 wurde er beim damaligen Zweitligisten in den Kader des Profiteams aufgenommen. Bereits in seiner ersten Spielzeit bei den Profis wurde der Verein Meister der 3. Lig, der damals dritthöchsten Spielklasse, und stieg in die 2. Lig auf. Nachdem er hier bis zum Sommer 1991 aktiv gewesen war, wechselte Sancaktar zum damaligen Erstligisten Aydınspor. Hier spielte er bis zum Sommer 1993; er verließ den Verein nach misslungenem Klassenerhalt.
Zur Saison 1993/94 wechselte er zum Erstligisten Kayserispor und spielte die nächsten acht Jahre für diesen Verein. In der Spielzeit 1995/96 erlebte Sancaktar seine beste Spielzeit. So wurde auch der damalige Nationaltrainer Fatih Terim auf ihn aufmerksam und nominierte ihn. Sein Verein hingegen spielte die Saison um den Abstieg und verpasste zum Saisonende den Klassenerhalt. Sancaktar hielt seinem Verein die Treue und ging mit in die 2. Lig. In der 2. Lig erreichte Kayserispor die Vizemeisterschaft und damit den direkten Wiederaufstieg in die höchste türkische Spielklasse. Nach einem Jahr in der 1. Lig verpasste der Verein erneut den Klassenerhalt und spielte wieder in der zweithöchsten Spielklasse. Sancaktar spielte noch bis zum Sommer 2001 für Kayserispor und beendete dann seine aktive Profifußballerlaufbahn.

### Nationalmannschaft
Für das anstehende Freundschaftsspiel vom 9. April 1996 gegen die Aserbaidschanische Nationalmannschaft lud der damalige türkische Nationalcoach Fatih Terim zu Testzwecken mehrere junge Spieler in den Kader der türkischen Nationalmannschaft ein. Neben solchen Spielern wie Ufuk Süer, Selahattin Özbir, Vedat İnceefe, Vedat Vatansever und Hakan Şimşek gehörte auch Sancaktar zu den neu nominierten Spielern. In dieser Partie wurde er in der 46. Minute eingewechselt und absolvierte sein erstes und einziges Länderspiel.

## Erfolge

### Als Spieler
- Mit Gaziosmanpaşaspor:
  - Meisterschaft der TFF 2. Lig: 1989/90
  - Aufstieg in die TFF 1. Lig: 1989/90

- Mit Kayserispor:
  - Vizemeisterschaft der TFF 1. Lig: 1996/97
  - Aufstieg in die Süper Lig: 1996/97